# Chibana Chōshin
Chōshin Chibana (知花 朝信 Chibana Chōshin?, 5 de junio de 1885-26 de febrero de 1969) fue un artista marcial okinawense que desarrolló el Shorin Ryu karate basándose en lo que había aprendido de Ankō Itosu. Fue el último de los maestros de karate anteriores a la guerra mundial. También es llamado el «último guerrero de Shuri». Fue el primero en establecer un nombre de ryu japonés para un estilo de karate de Okinawa, y llamó al karate de Itosu Shorin-Ryu (o ‘el estilo del bosque pequeño’) en 1928.

## Primeros años
Chibana Chōshin nació como el segundo hijo de Chibana Chohaku y su esposa Nabi el 5 de junio de 1885. La familia tenía una historia distinguida y residía en el pueblo Shuri Tori-Hori de Okinawa (actualmente Ciudad de Naha, Ciudad Shuri Tori-Hori). Su familia trazó su linaje desde una rama de la Corte de Katsuren y Choharu, Príncipe de Kochinta, quinto hijo del Rey Shoshitsu (Tei), pero perdió sus títulos y estatus después de que Mutsuhito, el Meiji Emperador, prohibió el sistema de castas en Japón. Para mantenerse a sí mismos, la familia recurrió a la elaboración del sake.
Choshin comenzó su estudio de artes marciales bajo Ankō Itosu en 1899 cuando tenía unos quince años. Solicitó ser y fue aceptado como un candidato adecuado para la instrucción, y durante trece años, hasta que cumplió 28 años, Choshin se formó bajo Itosu. Cuando Itosu murió a la edad de 85 años, continuó practicando solo durante cinco años, y luego abrió su primer dojo en el distrito de Tori-Hori a los 34. Luego, abrió un segundo dojo en el distrito de Kumojo de la ciudad de Naha.

## Años posteriores
Durante la Segunda Guerra Mundial Batalla de Okinawa, Chibana perdió a su familia, su sustento, su dojo, varios estudiantes y casi su vida. Huyó de la guerra, pero luego regresó a Shuri desde Chinen Village y comenzó a enseñar nuevamente. Primero enseñó en Gibo, y más tarde en otros sitios en el distrito de Yamakawa de Shuri y Naha, finalmente reubicando su sede principal (hombu dojo) de Asato a Mihara.
Desde febrero de 1954 hasta diciembre de 1958, Chibana se desempeñó como asesor de karate e instructor principal de la comisaría de policía de Shuri. En mayo de 1956, se formó la Federación de Karate de Okinawa y asumió el cargo como su primer presidente. Chibana se asoció con Kyan Chōtoku, con quien realizó demostraciones de karate para promover el estilo Shorin-Ryu.
Para 1957, Chibana había recibido el título de Hanshi (Alto Maestro) de parte de Dai Nippon Butokukai (The Greater Japan Martial Virtue Association). En 1960, recibió el Primer Premio Deportivo del periódico Okinawa Times por sus logros generales en el estudio y la práctica del tradicional Karate-do de Okinawa. El 29 de abril de 1968, fue galardonado con el Orden del Sagrado Tesoro, 4.ª clase, por el Emperador de Japón en reconocimiento a su dedicación al estudio y la práctica del karate-do de Okinawa.

## Últimos años
En 1964, Chibana se enteró de que tenía un cáncer de garganta terminal, pero continuó enseñando a los estudiantes en su dojo. En 1966 fue admitido en el Centro de Investigación del Cáncer de Tokio para recibir tratamiento de radiación y, después de algunas mejoras, Chibana volvió a enseñar con la ayuda de su nieto, Nakazato Akira (Shorin-ryu 7-Dan). A fines de 1968, su condición empeoró y regresó al Hospital Ohama y murió a las 6:40 a. m. El 26 de febrero de 1969, a los 83 años.